# Cumberland City
Cumberland City – miasto w Stanach Zjednoczonych, w stanie Tennessee, w hrabstwie Stewart.